# Serkan Nihat
Serkan Nihat is een Turks-Britse filmmaker gevestigd in Londen. Hij begon als assistent-editor bij Britse televisiedrama’s, maakte de overstap naar het regisseren van commercials en branded content, en maakte later zijn speelfilmdebuut met het politieke drama Exodus, dat in première ging op het Internationaal Filmfestival van Berlijn en meerdere prijzen won.

## Carrière
Nihat werkte als assistent-editor aan Britse televisieproducties, waaronder Spooks, Broadchurch, Taboo en Law & Order, waar hij zich specialiseerde in digitale postproductieworkflows.

## Commerciële en merkinhoud
In de jaren 2010 regisseerde hij commercials voor merken zoals Barclays, Unilever en John Lewis. In 2018 won hij een Zilveren Dolfijn op de Cannes Corporate Media & TV Awards voor een campagne van Barclays.

## Speelfilm: Exodus (2025)
Nihats speelfilmdebuut, Exodus, ging in première op de European Film Market tijdens het Internationaal Filmfestival van Berlijn in 2024.  Daarna opende de film het London Independent Film Festival (LIFF) op 19 april 2024 en won daar de prijs voor Beste Dramafilm.
Exodus ontving ook de prijs voor Beste Dramafilm op het Touchstone Independent Film Festival en de Speciale Juryprijs op het Montreal Independent Film Festival.
Nihat schreef Exodus samen met Erkan Çıplak en Refik Güley, in samenwerking met cinematograaf Tom Bryan. 

## Thema's en receptie
Nihats werk behandelt vaak thema’s als politieke realiteit, migratie en identiteit. In een interview met T‑Vine beschreef hij Exodus als een poging om “een menselijk gezicht te geven aan het migratievraagstuk.” 
Phil Hoad van The Guardian prees de ambitie van de film, maar merkte op dat de personages symbolisch aanvoelden in plaats van volledig uitgewerkt te zijn. 

## Prijzen
| Jaar | Festival                           | Categorie          | Werk                  | Resultaat |
| ---- | ---------------------------------- | ------------------ | --------------------- | --------- |
| 2024 | London Independent FF              | Beste Dramafilm    | Exodus                | Gewonnen  |
| 2024 | Touchstone Independent FF          | Beste Dramafilm    | Exodus                | Gewonnen  |
| 2024 | Montreal Independent FF            | Speciale Juryprijs | Exodus                | Gewonnen  |
| 2018 | Cannes Corporate Media & TV Awards | Zilveren Dolfijn   | Armed Forces Campaign | Gewonnen  |